# Reginette
Reginette war ein französischer Hersteller von Automobilen.

## Unternehmensgeschichte
Das Unternehmen aus Paris stellte während der 1920er Jahre Automobile her. Der Markenname lautete Reginette. Zur Bauzeit gibt es unterschiedliche Angaben: 1920–1922, 1920–1921 oder etwa 1922.

## Fahrzeuge
Das einzige Modell war ein Cyclecar. Es ähnelte dem amerikanischen Briggs & Stratton. Der Zweitaktmotor mit 247 cm³ Hubraum wurde von Briggs & Stratton bezogen. Das Modell Plage war ein offener Zweisitzer ohne Karosserie. Der Sport war 300 Franc teurer und verfügte über einen Ansatz einer Karosserie im Frontbereich. Auch ein Einsitzer war erhältlich.